# Wordox
Wordox est un jeu de lettres inventé en mars 2000 par deux informaticiens américains.
Ce jeu fit ses débuts sur le site WON.net avant qu'il ne soit hébergé par le portail flipside.fr
Wordox est très rapidement devenu l'attraction principale de ce site de jeux où l'on retrouvait aussi le Pachisi, les dames, les échecs, et d'autres jeux de société.
Du fait de sa convivialité et de son ambiance, Wordox fut le théâtre de multiples rencontres, passions, et tournois presque quotidiens.

## Le principe
Wordox est un croisement d'othello et du scrabble. Du premier il reprend la notion de jetons (sur lesquels figure une lettre) changeant de propriétaire au fil de la partie, et du deuxième celle de mots se raccordant les uns aux autres. Les particularités sont que chaque lettre de votre couleur sur la grille vaut 1 point, et il n'y a pas de cases multiplicatrices. À la différence du scrabble les joueurs utilisent le même chevalet. On hérite donc du reliquat adverse. La grille peut de plus être "vidée". Lorsqu'on joue sur l'une des cases rouges, situées aux mêmes emplacements qu'au scrabble, la grille est remise à zéro, et les scores conservés. Le but est d'atteindre un score prédéfini.

## Les points forts
Si Wordox est un jeu aussi addictif, c'est principalement pour deux raisons. Tout d'abord le côté communauté, particulièrement exacerbé. En effet, wordox est un jeu mêlant allègrement nouveaux joueurs en quête d'une expérience nouvelle, et habitués étant connectés presque quotidiennement. La seconde raison est le système de cotation, relativement gratifiant, et collant bien à votre progression. L'esprit de compétition y est réel, mais ne pose pas de problème à ceux qui veulent jouer sans s'en soucier.
Le jeu en lui-même est source d'un grand intérêt. À la fois simple à comprendre mais long à maîtriser, il peut plaire autant aux amateurs de stratégie qu'à ceux de lettres et de mots. C'est un jeu où culture et logique ont presque une égale influence, et où l'on peut de ce fait assister à des oppositions de styles importantes. La marge de progression est grande pour tout un chacun, à condition de savoir apprendre de ses erreurs, et d'observer de temps en temps les bons joueurs.

## Le jeu
Wordox est essentiellement un jeu de stratégie. Les débutants ont généralement l'impression que le jeu dépend uniquement du vocabulaire possédé et du hasard. Mais c'est bien l'aspect tactique du jeu qui permet de faire la différence la plupart du temps.
Wordox est un jeu au cours duquel de nombreux choix sont possibles. Il existe peut-être à certains moments des coups que l'on pourrait qualifier d'optimaux, mais il est souvent nécessaire de faire ses choix en fonction de l'adversaire rencontré.

## Les successeurs de Wordox
À la suite d'une liquidation judiciaire, Wordox a disparu au début de l'année 2005. Plusieurs jeux similaires lui ont succédé, principalement Wordsteal (fermé en 2011). 
Pour les joueurs francophones, mais aussi anglophones et germanophones, le concept est aujourd'hui incarné par Fundox, développé par un ancien "wordoxien" (http://fundox.free.fr).
Après l'arrêt de la première version de wordox, le jeu connaîtra un second lancement et succès sur le site de jeu cafe.com d'avril 2008 à décembre 2011. 
L'arrêt du site cafe.com donnera l'occasion à wordox de revenir en 2012 avec une toute nouvelle version disponible sur Facebook.

## Wordox sur mobiles et tablettes
Fin 2012, la société IsCool Entertainment lance Wordox son premier jeu mobile. Le jeu, disponible sur les plateformes iOS et Android , est disponible en 6 langues : Français, Anglais, Espagnol, Allemand, Italien et Portugais. Le jeu se voit octroyer le titre de cinquième meilleur jeu multijoueur 2012 et meilleur jeu de lettres 2012 par le site Gamezebo.com,.